# Toftir
Toftir és una localitat situada a l'illa d'Eysturoy, a les illes Fèroe. Forma part del municipi de Nes, del qual és la capital, i té una població de 448 habitants (2021).
Toftir té un port relativament gran amb una gran planta de tractament de peix que es va inaugurar el 1969 i que acull també la seu del mercat de peix de les Fèroe, l'única subhasta de pesca que hi ha a les illes. El port també acull diverses indústries.

## Història
L'assentament de Toftir es remunta al període dels landnám (assentament). Segons la tradició local, només una dona va sobreviure a la Pesta Negra (1348-1350), que va deixar el poble en ruïnes; d'aquí el nom de Toftir, que significa "ruïnes". Es diu que el nom del poble abans de la Pesta Negra era Hella, que significa "pendent", en referència a la situació del poble en un vessant força inclinat.
L'Església de Frederic (Fríðrikskirkjan, en feroès) es va acabar el 1994 i va ser nomenada així en honor de Fríðrikur Petersen (1853-1917) que va ser degà rural de Nes de 1900 a 1917.

## Esport
La principal àrea esportiva de Toftir són les instal·lacions del Svangaskarð, el primer d'aquest tipus que va existir a les Illes Fèroe. Fins a l'any 2000 el Svangaskarð va ser la seu principal de la selecció de futbol feroesa. Avui hi juga l'equip de futbol del poble, el B68 Toftir. Fundat el 1962, ha guanyat la lliga feroesa en tres ocasions: el 1984, el 1985 i el 1992.
A part del futbol a Toftir hi ha un club local de natació anomenat Flot, fundat el 1984, i des del 2009 també hi ha un club de voleibol anomenat Ternan.
Toftir és també la seu d'un dels clubs pioners d'escacs de les illes, el Tofta Talvfelag, que ha guanyat una vegada els Campionats d'escacs de les Illes.

## Ecologia
L'àrea del llac Toftir va ser la primera zona de les Illes Fèroe a convertir-se en reserva natural als anys 1980. El 2006 la municipalitat de Nes, en cooperació amb el municipi veí de Runavík, es va unir a una xarxa d'autoritats locals dels països nòrdics que du a terme projectes específics per a aturar la pèrdua de biodiversitat en les diferents àrees locals implicades.

## Nuclis de població del municipi de Nes
El municipi de Nes té tres nuclis habitats. A continuació es donen el nombre d'habitants el 2021.
| Localitat | Habitants |
| --------- | --------- |
| Toftir    | 448       |
| Nes       | 168       |
| Saltnes   | 66        |
| TOTAL     | 682       |